# مارتن كيلي
مارتن كيلي (بالإنجليزية: Martin Kelly)‏ هو لاعب اتحاد الرغبي أيرلندي، ولد في 5 ديسمبر 1989 في كيلكيني في جمهورية أيرلندا.